# Pablo Abdala Kovasevic
Pablo Andrés Abdala Kovasevic (San José de la Esquina , Provincia de Santa Fe, Argentina, 6 de mayo de 1972) es un exfutbolista argentino naturalizado palestino. Fue internacional con la selección de Palestina. Jugaba de mediocampista. 
Actualmente trabaja como entrenador en el Fútbol Joven de Cobreloa.

## Trayectoria
Nacido en Rosario, realizó sus divisiones inferiores en Rosario Central, donde debutó en 1993. Tras jugar 8 partidos en la primera del equipo canalla, sufrió una lesión que lo terminó marginando del primer equipo y finalmente del club, tras no ser renovado su contrato.
Realizó mayormente su carrera en el extranjeros, militando en clubes de Chile, Colombia y Ecuador.
Jugador histórico de Cobreloa (en donde fue capitán por varias temporadas), también defendió las camisetas de Deportes Arica, Universidad de Concepción, Deportes Temuco y Deportes Melipilla.
En el fútbol colombiano defendió la casaquilla de Millonarios, mientras que en el fútbol de Ecuador jugó por Técnico Universitario.
Terminó su carrera jugando para Argentino de Rosario el año 2007.Trató de regresar a la práctica del fútbol profesional el segundo semestre de 2009 a Deportes Iquique y Cobreloa, pero no logró superar los exámenes médicos.

## Selección nacional
A mediados del año 2001 fue tentado para jugar por la Selección de fútbol de Palestina, siendo elegible debido a su ascendencia. Defendió 16 veces la camiseta de Los Leones de Canaán.

## Clubes
| Club                      | País      | Año       |
| ------------------------- | --------- | --------- |
| Rosario Central           | Argentina | 1993      |
| Deportes Arica            | Chile     | 1994      |
| Millonarios               | Colombia  | 1994-1996 |
| Técnico Universitario     | Ecuador   | 1997      |
| Cobreloa                  | Chile     | 1997-2003 |
| Universidad de Concepción | Chile     | 2003      |
| Deportes Temuco           | Chile     | 2004      |
| Deportes Melipilla        | Chile     | 2005      |
| Argentino de Rosario      | Argentina | 2006-2007 |